# Erick Walder
Erick Walder (Mobile, 5 novembre 1971) è un ex lunghista statunitense.

## Palmarès

### Mondiali
- 1 medaglia:
  - 1 argento (Atene 1997)

### Mondiali indoor
- 2 medaglie:
  - 2 bronzi (Barcellona 1995; Maebashi 1999)

### Goodwill Games
- 2 medaglie:
  - 2 argenti (San Pietroburgo 1994; Uniondale 1998)

## Altre competizioni internazionali

### Grand Prix Final
- 1 medaglia:
  - 1 bronzo (Fukuoka 1997)